# وادي ليه (جازان)
وادي لِيَه هو أحد أودية تهامة في شبه الجزيرة العربية، يقع في الجزء الجنوبي من منطقة جازان جنوب غرب السعودية. الوادي يقع ضمن أودية تهامة في السعودية. يبلغ طوله 1293كم.

## قرى على ضفاف الوادي
- الراحة
- جاضع بني شبيل او الجاضع
- أم التراب
- أبو حجر الأعلى
- أبو حجر الأسفل
- شعب آل دهمي
- اللقية